# Петър Панагонов
Петър Панагонов е бивш футболист, защитник. Играе за Славия от 1958 до 1967 г. Има 182 мача и е отбелязал 2 гола. Вицешампион през 1959 и 1967 г., 3 пъти бронзов медалист (1964, 1965 и 1966 г.).
Трикратен носител на Купата на България (1963, 1964 и 1966 г.). В европейските клубни турнири е играл в 7 мача. Полуфиналист за КНК през 1967 г. 
Играе в мачове срещу Георги Аспарухов - Гунди през 1963 г. 
След прекратяването на спортната си дейност работи с успех като треньор в представителния отбор и в детско-юношеската школа на „белия“ клуб.
Умира през 2005 г.